# Charles Wiener
Charles Wiener Mahler (Viena, 25 de agosto de 1851 – Río de Janeiro, 3 de diciembre de 1913) fue un viajero y explorador austríaco-francés. Exploró parte de la América del Sur en especial Perú, Bolivia y Chile.

## Biografía
Charles Wiener, nació en Viena (Imperio austrohúngaro) en 1851. Sus padres fueron Samuel Wiener, quien fue propietario de un reformatorio, y Jilia Mahler. Tras de la muerte de su padre se mudó a París con su familia en 1867. 
Pasó el bachillerato en 1869 en París. Regresó a la Escuela Normal de Cluny en Lyon y aprobó el certificado de educación especial el 7 de agosto de 1870. Durante la guerra contra Prusia, fue a enseñar en Inglaterra. De regreso en Francia, fue nombrado profesor de idiomas en la escuela secundaria de Fontanes (ahora Liceo Condorcet) en octubre de 1872.
Más tarde, se interesó en la historia y la arqueología Inca de Perú, estando bajo la dirección del diplomático americanista Léonce Angrand. En 1874 publicó un ensayo sobre las instituciones políticas, religiosas, económicas y sociales del Imperio Inca, de la cual se dice que sería su tesis doctoral en filosofía, la que habría presentado ese mismo año ante la Universidad de Rostock, sin embargo, la información sigue sin ser verificada.
Presentó ante el Ministerio de Instrucción Pública un proyecto de exploración arqueológica en América del Sur, y se le aprobó una misión científica a Perú y Bolivia el 9 de julio de 1875. Después de haber llegado a Brasil, el emperador Pedro II lo autorizó a acompañar a un equipo científico para explorar la isla de Santa Catarina para buscar "sambaquís" o conchales, luego va a Perú y desembarca en Callao en febrero de 1876 por encargo del Ministerio de Instrucción Pública de Francia, con motivo de la Gran exposición universal de París de 1878.
Realizó importantes excavaciones en el sitio de Ancón al norte de Lima, luego tomó la carretera de la costa norte, cerca de Trujillo, estudió el espectacular sitio de Chan Chan en Chimú, así como las pirámides. de la luna y el sol a Moche. Luego va a Cajamarca, y posteriormente toma la ruta de la cordillera hacia el sur de Perú. En el camino visita algunos de los sitios prehispánicos más famosos: Chavín de Huántar, Huanuco Viejo, Vilcas Huaman, Incahuasy y Cuzco.
Desde la antigua capital inca, realiza una breve expedición a la selva amazónica a través del valle de Urubamba. Durante una escala en Ollantaytambo, en el Valle Sagrado, se entera de varios sitios antiguos que merecen ser estudiados: Vilcabamba, Choquequirao y un cierto "Matcho Picchu". En el relato de su viaje publicado en 1880, afirma haber buscado este último sitio, pero la ruta tomada no le dejó ninguna posibilidad de descubrirlo. Sin embargo, la información que le proporcionaron algunos eruditos locales fue lo suficientemente precisa como para permitirle reproducir un mapa en su libro que ubica con relativa precisión el prestigioso sitio arqueológico de Machu Picchu, el que no será descubierto oficialmente hasta 1911 por el Explorador estadounidense Hiram Bingham. 

On me parla à Ollantaïtambo des vestiges anciens qui existaient sur le versant est de la Cordillère, et dont je connaissais de nom les principaux, Vilcabamba et Choquequirao. Ce dernier groupe de ruines, je l’avais vu sur le bord de l’Apurimac, en face de la terrasse de Incahuasy. On me parlait d’autres villes encore, de Huaina-Picchu et de Matcho-Picchu, et je résolus de faire une dernière excursion vers l’Est avant de continuer ma route vers le Sud
Charles Wiener

Luego en 1877 viaja a Bolivia, donde visitó el sitio de Tiahuanaco, luego emprende el ascenso de una de las cumbres de las montañas Illimani. El éxito de esta expedición también fue inmediatamente motivo de controversia y, de hecho, es posible dudar de la realidad de esta hazaña. Durante su estadía en Perú también se involucró una acalorada controversia con otro científico francés, Theodore Ver; el diario de este último lo señala.
En 1877 retorna a Francia luego de 2 años de recorridos por el Perú y Bolivia trasladando cerca de 4.000 piezas arqueológicas y muestras de etnografía que fueron a enriquecer los fondos del Musée Ethnographique de París.

### Carrera diplomática
En 1878 Charles Wiener se convierte al catolicismo ya que venía de un hogar judío alemán. Ese mismo año se naturaliza francés el 10 de agosto de 1878 y es nombrado vicecónsul de Francia en Guayaquil, Ecuador, el 9 de octubre de 1879. En este período se hace cargo de una misión de exploración en la América ecuatorial. 
Más tarde fue nombrado cónsul de Francia en Santiago de Chile el 15 de septiembre de 1883, se unió a la comisión mixta franco-chilena para pronunciarse sobre los reclamos ocasionados por el conflicto con Perú. Fue despedido por falta de un puesto diplomático vacante en mayo de 1888, y unos meses más tarde fue asignado a clasificar documentos españoles antiguos en las dependencias del Ministerio de Relaciones Exteriores de París. Fue también Adjunto en la Legación francesa en la Ciudad de México el 25 de julio de 1889, luego nombrado cónsul en Asunción, Paraguay. El 30 de octubre de 1890, es enviado como cónsul de Francia en La Paz, Bolivia. Tras una larga misión comercial por América del Sur, entre marzo de 1895 hasta diciembre de 1897, fue nombrado miembro de la Comisión de Escuelas del Oeste del Ministerio de Asuntos Exteriores en 1898, y el año siguiente fue nombrado a cargo de Asuntos Americanos en este mismo ministerio. Fue promovido como ministro plenipotenciario el 25 de marzo de 1899, aseguró durante algunos meses del año 1901 la administración de la Legación francesa en Montevideo, Uruguay, antes de ser nombrado enviado extraordinario y ministro plenipotenciario en Caracas, Venezuela, en octubre de 1901 pero sin ocupar su cargo hasta 1903. El 30 de enero de 1907, estuvo a cargo de una nueva misión comercial a Sudamérica. Nombrado oficial de la Legión de Honor el 7 de agosto de 1908, se retiró en 1910. Murió en Río de Janeiro en diciembre de 1913.

## Publicaciones
- Essai sur les changements de la langue allemande, suivi d’une prosodie du moyen-haut allemand. Paris, E. Thorin. 56p, 1873.

- Essai sur les institutions politiques, religieuses, economiques et sociales de l'empire des Incas. – París: Librairie Maisonneuve & Cie, 104p. 1874.Documento descargable (en francés)

- Notice sur le communisme dans l’empire des Incas, Actes de la Société Philologique, tome IV, n°6, juin 1874.Documento descargable (en francés)

- Notice sur le Brésil, Actes de la Société Philologique, tome IV, n° 8, décembre 1874, pp. 289–306, 1874.Documento descargable (en francés)

- Portulan de Charles Quint donné à Philippe II, accompagné d’une notice explicative par MM. F. Spitzer et Ch. Wiener. París, imp. De J. Caye. 40 p., XIV pl, 1875.

- Estudos sobre os sambaquis do sul do Brazil, Archivos do Museu nacional do Rio de Janeiro, I, pp. 1–20, 1876.Documento descargable (en portugués)

- Excursion dans la République bolivienne, Bulletin de la Société de Géographie de Paris, tome 14, 6e série, pp.193-198, 1877.Documento descargable (en francés)

- Ascension de l’Illimani. Le Pic de Paris, Le Tour du Monde, Deuxiéme semestre, pp. 417-418, 1877.Documento descargable (en francés)

- Expédition scientifique au Pérou et en Bolivie, Le Tour du Monde, Premier semestre, pp. 1–32, 1878 Documento descargable (en francés)

- Expédition scientifique française au Pérou et en Bolivie. Ascension de l’Illimani, l’une des plus hautes montagnes du monde, La Nature, 1er semestre 1878, pp.71-75, 1878.Documento descargable (en francés)

- L’Amérique centrale et méridionale et l’Exposition de 1878. Par Clovis Lamarre et Charles Wiener. Paris, C. Delagrave. 316p, 1878.Documento descargable (en francés)

- La main d’œuvre dans l’Amérique méridionale. Communication adressée à la Société de Géographie de Paris dans la séance du 2 mai 1879. Versailles, Cerf et fils. 15p, 1879.

- La ville morte du Grand Chimu, Bulletin de la Société de Géographie de Paris, tome 18, 6e série, pp.305-340, 1879.Documento descargable (en francés)

- Pérou et Bolivie : Récit de voyage suivi d'études archéologiques et etnographiques et notes sur l'écriture et les langues des populations indiennes. – París: Hachette, 796 p., 1880. (Otra ed. 1993)

- Exploration du Rio Napo, Bulletin de la Société de Géographie de Paris, tome 1, 7e série, pp. 166–172,1881.Documento descargable (en francés)

- Les Indiens Colorados et les sièges de pierre de la région de Manabi, Revue d’Ethnographie, I, pp. 454–458,1882.Documento descargable (en francés)

- L’Amérique équatoriale, son présent et son avenir économique, Bulletin de la Société de Géographie Commerciale, pp. 21–36, 1882/1883. Documento descargable (en francés)

- América pintoresca; descripción de viajes al nuevo continente por los más modernos exploradores Carlos Wiener, doctor Crevaux, D. Charnay, etc., etc.. – Barcelona: Montaner i Simón, 1884. (Otra ed. 1980) Documento descargable (en español)

- Amazone et Cordillère, Le Tour du Monde, tome XLVIII, pp. 337-416,1884.Documento descargable (en francés)

- Chili & Chiliens. – París: Librairie Cerf, 1888. Documento descargable (en francés)

- Gisements minéraux du Chili (extrait d’un rapport adressé au ministre des Affaires étrangères), Annales des mines, juin 1898. 8p,1898.

- La République Argentine. – París: Librairie Cerf, 1899. Documento descargable (en francés)

- 333 jours au Brésil. Paris, C. Delagrave. 208p,1911.